# Shurara
Shurara es un personaje de la serie de anime y manga Sargento Keroro. Es el líder de una compañía de keronenses mercenarios malvados, cuyo propósito es destruir a la Tropa Keroro y apoderarse de la Estrella de Keron, el signo de poder que se le dio a Keroro al llegar a Pokopen. Es exmiembro de los assasins del ejército keronense, en el que compartió misiones con Zeroro y Zoruru. Entre sus soldados se le conoce como "papá". Es una rana bicolor morada y verde, con un yelmo con cuernos y cuchillas dorado y plateado que le tapa la cabeza. Ese casco es un planetófago, es decir, un ser devorador de planetas. Lleva una lanza cónica de metal en un anca y un escudo triangular en la otra. Lleva una prótesis de metal picuda a modo de cola.
Su auténtica identidad es Shirara. Este es de los mismos colores morado y verde, con un morrito de cerdo con forma de 3 muy cerrado. Sus ojos son azul y amarillo respectivamente, y lleva coloretes en las mejillas. Tiene un casco normal con orejeras, y su símbolo es una estrella con puntas redondas. Se enfadó con Keroro cuando eran pequeños porque le quitó una tirita que Pururu le puso, y el rencor (por algo tan tonto) le duró el resto de su vida. Encontró el Casco de Keron, el planetófago, y al ponérselo se volvió malvado y muy poderoso. Creó su compañía de soldados solo para vengarse de Keroro, usando como pretexto la misión que les habían encomendado. Pero después de un despliegue mecha consiguieron quitarle el casco y lanzarlo al espacio, donde aún sigue, y Shirara volvió con Pururu a Keron. Ocurre en el capítulo 203.
Su escuadrón cuenta con 10 miembros:
- Pumama: pintor
- Mekeke: marionetista
- Robobo: robot
- Kagege: asesino de la sombra
- Yukiki: muñeco de nieve
- Nuii:peluche
- Gyororo: espía
- Giruru: mutante líquido
- Dokuku: fantasma gaseoso, hermano de Giruru

- Datos: Q999173